# 400-ті
Розпочався період падіння Західної Римської імперії.
Римська імперія  розділена на дві частини. Галлію захопили узурпатори. Римлянам доводиться вести війну з варварами на території Італії. У Китаї правління династії Цзінь. В Індії правління імперії Гуптів. У Японії триває період Ямато. У Персії править династія Сассанідів.
На території лісостепової України Черняхівська культура. У Північному Причорномор'ї готи й сармати. Історики VI століття згадують плем'я антів, що мешкало на території сучасної України приблизно з IV сторіччя. З'явилися гуни, підкорили остготів та аланів й приєднали їх до себе.

## Події
- Натиск варварів на обидві частини Римської імперії посилився. Тепер варвари вторгаються вже на територію Італії. Регенту Стіліхону вдавалося відбиватися від готів та гунів, однак 408 року його звинуватили в змові проти імператора й обезголовили.
- Римські легіони в Британії збунтувалися і проголосили свого імператора. Потім вони перейшли в Галлію й залишили Британію без захисту. Римській Британії прийшов кінець.
- Вандали здійснили похід через Європу з Дакії до Іспанії.
- Вестготи на чолі з Аларіхом I вдерлися в Італію, захопивши й пограбувавши 410 року Рим.
- Вандали принесли з собою в Європу нові зернові культури: жито, овес.
- 401 — кінець понтифікату Папи Анастасія I;
- 401 — початок понтифікату Папи Іннокентія I.